# BlackBerry 10
BlackBerry 10，是由黑莓公司所研發的行動作業系統，使用於他們公司所開發的黑莓手機之上。作為BlackBerry OS的後繼者，它以RIM公司在2010年所收購的作業系統核心QNX为内核打造，并融入了功能并不完整的安卓虚拟机以丰富软件支持。

## 系统特点
BlackBerry10全面支持触摸屏与手势识别按键共用，并支持一套类似现代手机全面屏手势的操作。此外，.系统亦可兼容部分安卓软件，但运行十分卡顿。最初的10.0版本采用黑莓PlayBook平板机上的拟物风格图标,但在后来的更新中逐渐变得扁平化，而最终版本10.3.3系统的图标也沿用到了后期的安卓手机上。系统拥有BlackBerry World 和Amazon APP Store两个应用商店，在后期的更新中还开放了安卓应用的侧加载功能，但原生应用仍然只能在应用商店中安装或使用PC同步功能安装。

## 發展歷史
BlackBerry 10，原先被稱為BBX（BlackBerry X），在2011年3月發表。但是因為BBX的商標權屬於BASIS International公司所有，所以改稱為BlackBerry 10。
2013年1月30日，BlackBerry 10正式公开发布，同时发布全触控手机Z10。同一天公司宣布由“Research In Motion”更名为黑莓。
2018年4月，黑莓公司宣布BlackBerry10旗下应用商店的支付服务正式关闭，并将于2019年12月31日关闭整个黑莓10系统的网络服务。
2019年7月，黑莓旗下的BBM即时通讯安卓与IOS版本宣布终止个人业务，但黑莓宣布BlackBerry10和BlackBerryOS用户仍可以使用该服务。且该服务现在仍然可用。
2019年7月，黑莓宣布将于2019年12月后继续非义务性的运营BlackBerry10网络服务和BBM及时通讯服务以作为对老用户的回馈。
2020年1月17日，阿联酋电信宣布关闭BlackBerry OS的BIS网络通讯服务，但BlackBerry10并不受影响。
2022年1月4日后，黑莓不再提供适用于BlackBerry 7.1 OS及更早版本、BlackBerry 10软件、BlackBerry PlayBook OS 2.1及更早版本的旧服务，即BBM等依赖黑莓服务的软件不再可用，但手机上的电话、短信等基础功能的可用性仍然不受影响。。

## 争议
黑莓10系统虽然有安卓虚拟机，但其对安卓软件的兼容性非常差，这也导致了整个系统的用户体验较差，因此经常被评价成半成品。

## 軟體平台
支援 C/C++與HTML5，同时兼容一部分安卓系统的软件。